# 15911 Девідґотьє
15911 Девідґотьє (15911 Davidgauthier) — астероїд головного поясу, відкритий 4 жовтня 1997 року.
Тіссеранів параметр щодо Юпітера — 3,476.